# 左高裕佳
左高 裕佳（さだか ゆか、1994年11月2日 - ）は、日本の女子ラグビーユニオン選手。名古屋レディースR.F.C.に所属していた。
現在は弘前サクラオーバルズ所属。旧名『五十嵐裕佳』。

## プロフィール
- 愛知県出身[2]。
- ポジションはプロップ(PR)[3]。
- 身長 167cm、体重 88kg
- 女子日本代表キャップは13。（2022年11月現在）

## 略歴
中学1年生からラグビーを始めた。
2014年5月18日に行われたアジア選手権香港戦にて女子日本代表初キャップを獲得した。
2022年、ラグビーワールドカップ2021の女子日本代表に選ばれた。